# Quentin Coton
Pour les articles homonymes, voir Coton (homonymie).
Quentin Coton, né le 21 juillet 1991 à Paris, est un nageur/entraîneur  français.
Il est sacré champion de France du 400 mètres quatre nages en 2012 et en 2014, et du 200 mètres brasse en 2017.
Il remporte aussi les titres du 200 mètres brasse et du 400 mètres quatre nages aux Championnats de France de natation en petit bassin 2013 et le titre du 200 mètres brasse aux Championnats de France de natation en petit bassin 2015.
Il entraîne désormais le groupe « C1 » au Cercle des nageurs d'Antibes.